# Fighting with My Family
Fighting with My Family ist eine britisch-US-amerikanische Filmbiografie von Stephen Merchant, die am 28. Januar 2019 im Rahmen des Sundance Film Festivals ihre Premiere feierte. Die Veröffentlichung in den USA erfolgte am 14. Februar 2019.

## Handlung
Der ehemalige Schwerverbrecher und Ex-Wrestler Ricky reist mit seiner Frau Julia, seinem Sohn Zak und seiner Tochter Saraya von Auftritt zu Auftritt. Eines Tages erhalten die beiden Kinder die Möglichkeit, ihr Können in der WWE zu demonstrieren. Es wäre ein schwerer Weg, der der Familie einen Traum erfüllen, sie aber auch von ihren Problemen befreien könnte. Doch Zak und Saraya müssen schnell erkennen, dass es einem viel abverlangt, ein echter WWE-Superstar zu werden. 
Er scheitert früh im Auswahlverfahren, sie kämpft sich durch das Auswahlverfahren durch. Schließlich erhält sie in der Raw nach Wrestlemania die Chance auf einen Titelkampf im Mainroster. Dort besiegt sie AJ Lee und wird jüngste WWE-Divas Champion.  
Im Abspann kann man einige Szenen aus dem realen Leben der Familie Knight sehen.  

## Biografischer Hintergrund

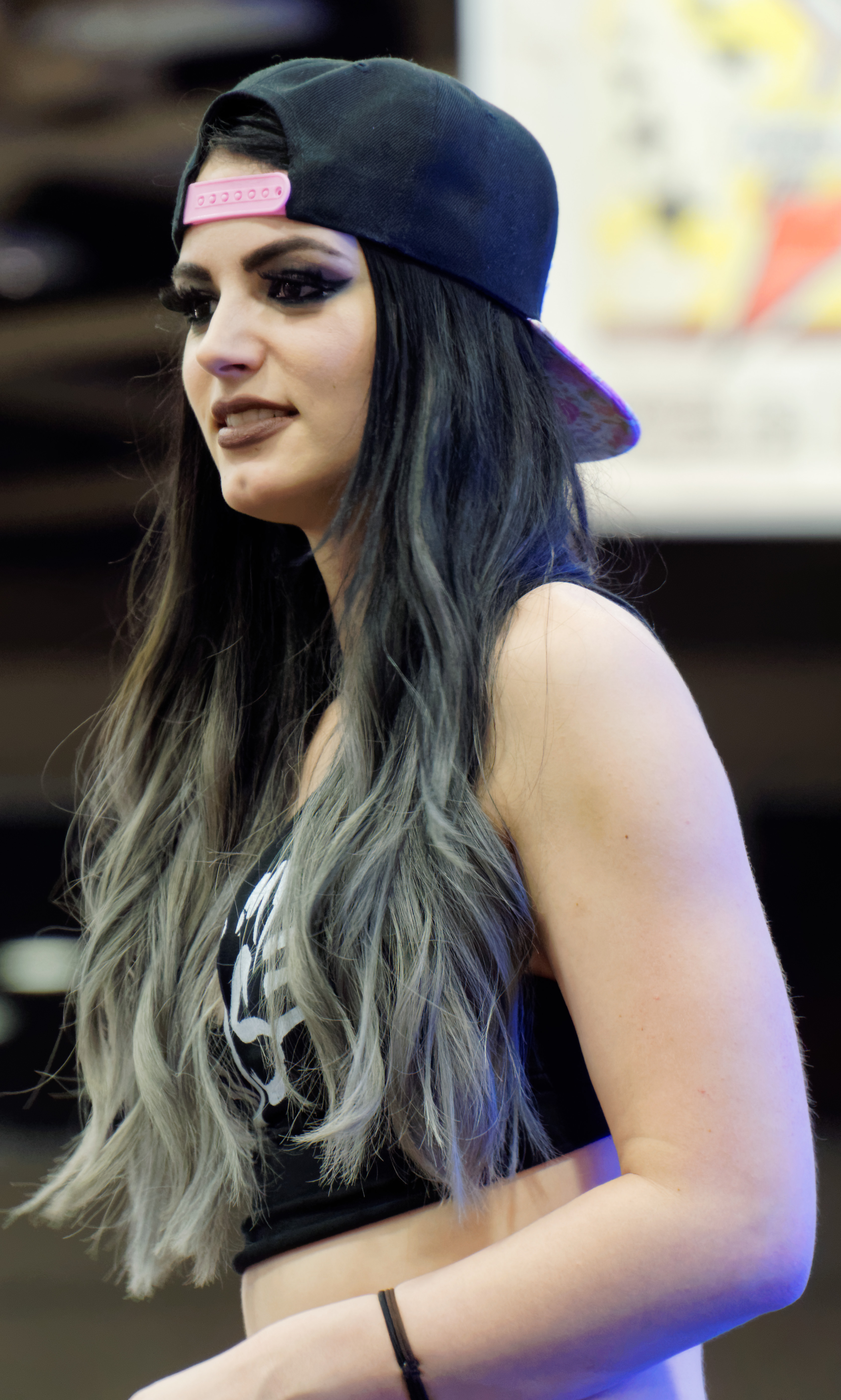
Saraya-Jade Bevis (2016)

Der Film erzählt den Karrierebeginn der Wrestlerin Saraya-Jade Bevis bei der WWE. Unter ihren Ringnamen Britani Knight und Paige trat sie wöchentlich in WWE-Wrestling-Shows auf. Ihre bisher größten Erfolge konnte sie beim NXT Women’s Championship und als zweifache Gewinnerin der WWE Divas Championship verzeichnen. Mitte Jänner 2018 gab sie nach einer Verletzung ihr Karriereende bekannt. Einige Monate lang war sie General Manager von SmackDown, im Juni 2022 verließ Paige die WWE. 
Im September 2022 trat sie All Elite Wrestling bei wo sie ihr Ringcomeback gab und im August 2023 die AEW Women's World Chamionsship gewinnen konnte.

## Produktion
Der Film wurde von einer von Channel 4 produzierten Dokumentation mit dem Titel The Wrestlers: Fighting With My Family inspiriert. Seven Bucks Productions, Misher Films, WWE Studios und Film4 produzierten den Film gemeinsam. Die Filmkritikerin Antje Wessels erklärt zum Filmtitel, dieser sei absolut mehrdeutig zu verstehen, da die Tragikomödie nicht bloß von einer sportbegeisterten Familie mitsamt sportfilmtypischem Aufstieg einer einzelnen Athletin erzähle, die Kämpfe, die die einzelnen Familienmitglieder austragen, seien vor allem emotionaler Natur. Im Zentrum stehe hier in erster Linie das Geschwisterpaar Zak und Paige, dessen enge Bindung durch Paiges Karriereweg auf eine harte Probe gestellt wird.
Regie führte Stephen Merchant, der auch das Drehbuch schrieb und im Film die Rolle von Hugh übernahm. Im Februar 2017 wurde die Besetzung mit Vince Vaughn bekannt, der im Film Hutch spielt. Zur gleichen Zeit stieß Lena Headey zur Crew, die Sarayas Mutter Julia Knight spielt. Nick Frost übernahm die Rolle ihres Mannes und Ex-Wrestlers Ricky Knight. Jack Lowden spielt den gemeinsamen Sohn Zak. Dwayne Johnson, der den Film als ausführender Produzent begleitet, ist im Film als er selbst zu sehen.
Gedreht wurde im Vereinigten Königreich und in den USA. Im englischen Norwich drehte man am Norwich Market und in Mousehold Heath, in Great Yarmouth an der Seepromenade und zudem in der Stadt Bracknell. In den USA fanden die Dreharbeiten im kalifornischen Santa Clarita statt. Die Dreharbeiten wurden im Frühjahr 2017 in Great Yarmouth beendet.
Die Filmmusik komponierte Vik Sharma. Der Soundtrack, der insgesamt 26 Musikstücke umfasst, wurde am 5. Juli 2019 von Lakeshore Records als Download veröffentlicht. Zuvor hatte Universal-Island Records einen weiteren Soundtrack veröffentlicht, der neben den Songs aus dem Film auch eine Auswahl von Sharmas Kompositionen enthält.
Im November 2018 wurde ein erster Trailer vorgestellt. Der Film wurde am 28. Januar 2019 im Rahmen des Sundance Film Festivals erstmals gezeigt und kam am 14. Februar 2019 in ausgewählte US-Kinos. Am 22. Februar 2019 startete er dort landesweit. Ein Kinostart in Deutschland erfolgte am 1. Mai 2019.

## Rezeption

### Kritiken
Der Film stieß bislang auf die Zustimmung von 93 Prozent aller Kritiker bei Rotten Tomatoes und erreichte hierbei eine durchschnittliche Bewertung von 7,2 der möglichen 10 Punkte.
Dennis Harvey von Variety schreibt, Fighting with My Family sei zwar kein Oscar-Anwärter, aber er habe genug Witz, Herz und Energie, um auch Nicht-Wrestling-Fans eine vergnügliche Zeit zu bereiten.
Die Filmkritikerin Antje Wessels schreibt, Fighting with My Family erweise sich als so etwas wie das Rundum-Sorglos-Paket einer Wohlfühl-Komödie, die die durchaus tragische Lebensgeschichte der ehemaligen Profi-Wrestlerin Saraya-Jade Bevis mit viel Fingerspitzengefühl und nie auf Kosten billiger Gags nacherzählt. Um die Tragweite ihrer Geschichte zu verstehen, müsse man kein Wrestling-Fan sein, so Wessels: „Die Begeisterung für den Sport überträgt sich durch die im Mittelpunkt der Geschichte stehende Knight, deren Zusammenhalt mindestens genauso stark ist, wie der Wille, irgendwann einmal bei den ganz Großen des Business mitzuwirken, mindestens genauso groß ist, sodass es nicht lange dauert, bis sich der Enthusiasmus auch auf das Publikum überträgt.“ Künstlich auf die Tränendrüse drücke Stephen Merchant dabei nie, obwohl die Karriere der echten Paige letztlich ihr tragisches Ende nahm. Auch Selbstfindung und -akzeptanz spielten in Fighting With My Family eine große Rolle und machten aus dem Film letztlich eine absolut inspirierende, wahre Geschichte, die den Sport durch übersichtlich gefilmte und durchdacht choreographierte Wrestlingszenen letztlich auch für Laien faszinierend veranschaulicht.
Die weltweiten Einnahmen des Films aus Kinovorführungen belaufen sich auf knapp 41 Millionen US-Dollar.

### Auszeichnungen
People’s Choice Awards 2019
- Nominierung als Comedy Movie Star of 2019 (Dwayne Johnson)[20]

## Synchronisation
Die deutsche Synchronisation entstand nach einem Dialogbuch und der Dialogregie von Nico Sablik im Auftrag der Berliner Synchron GmbH Wenzel Lüdecke.
| Darsteller       | Synchronsprecher  | Rolle                     |
| ---------------- | ----------------- | ------------------------- |
| Dwayne Johnson   | Ingo Albrecht     | Dwayne 'The Rock' Johnson |
| Florence Pugh    | Victoria Frenz    | Saraya Knight             |
| Nick Frost       | Olaf Reichmann    | Ricky Knight              |
| Lena Headey      | Claudia Lössl     | Julia Knight              |
| Jack Lowden      | Max Felder        | Zak Knight                |
| Olivia Bernstone | Daniela Molina    | Ellie                     |
| Stephen Merchant | Alexander Doering | Hugh                      |
| Vince Vaughn     | Stefan Fredrich   | Hutch                     |